# Раанта, Антти
А́нтти Ра́анта (фин. Antti Raanta; 12 мая 1989, Раума, Финляндия) — финский хоккеист, вратарь клуба НХЛ «Каролина Харрикейнз».
В сезоне 2012—2013 годов Раанта в составе команды «Эссят» (Пори) стал чемпионом Финляндии, а в сезоне 2014-15 годах выступал в составе клуба Национальной хоккейной лиги «Чикаго Блэкхокс», завоевавшем в том сезоне Кубок Стэнли.

## Клубная карьера

### «Лукко»
Раанта является воспитанником клуба «Лукко» из города Раума. В марте 2008 года он продлил контракт с «Лукко» на три года. В сезоне 2008/2009 годов Раанта завоевал бронзовую медаль Чемпионата Финляндии по хоккею среди юниоров, став лучшим по проценту отражённых бросков (92,2 %). В том же сезоне его вызывали в состав «Лукко», выступавший в Финской хоккейной лиге, но он не сыграл ни одного матча. В том же сезоне Раанта сыграл две игры во Второй финской хоккейной лиге за молодёжную сборную Финляндии.
В сезоне 2009/2010 годов Раанта начал выступать в Финской хоккейной лиге. Он дебютировал 22 сентября 2009 года в гостевом матче против команды «Пеликанс» (Лахти) и, отразив 20 бросков, внёс свой вклад в победу «Лукко» со счётом 7:3. Три первых игры Раанты закончились победами, и в третьем матче 10 ноября 2009 года против «КалПа» из Куопио он сыграл свой первый сухой матч, отразив 27 бросков. Газета «Илта-саномат» назвала его второй звездой матча. В начале сезона Раанта оставался в тени Петри Веханена, однако смог максимально успешно воспользоваться предоставленным ему игровым временем. Когда Веханена обменяли в клуб КХЛ «Ак Барс», на его место в «Лукко» пришёл Микаэль Теллквист. В оставшихся матчах после ухода Веханена Раанта стал получать в среднем столько же игрового времени, сколько и Теллквист. В плей-офф Раанта не играл, так как все игры были доверены Теллквисту.
Сезон 2010/2011 годов Раанта начал как второй вратарь при Миике Виикмане. Когда Виикмана по ходу сезона продали в «Ильвес» (Тампере), «Лукко» взял в качестве основного вратаря Мику Норонена. В общей сложности за сезон Раанта сыграл 20 матчей в регулярном чемпионате и два матча в плей-офф против «КалПа», заменив Норонена. Весной 2011 года в составе «Лукко» он завоевал бронзовую медаль.

### «Эссят»
В апреле 2011 года Раанта подписал двухлетний контракт с клубом «Эссят» (Пори). Сезон 2011/2012 годов он впервые начал в качестве основного вратаря клуба Финской хоккейной лиги.
В сезоне 2012/2013 годов для Раанты наступил настоящий прорыв. В феврале 2013 года его избрали игроком месяца. По итогам регулярного чемпионата Антти имел лучший коэффициент надёжности (1,85) и лучший процент отражённых бросков (94,3). В плей-офф он сыграл во всех 16 матчах, став вместе с «Эссят» чемпионом Финляндии. У Раанты был также самый лучший в матчах плей-офф коэффициент надёжности (1,33) и лучший процент отражённых бросков (95,5). Его избрали в состав «всех звёзд» Финской хоккейной лиги, кроме того, он завоевал приз Урпо Юлёнена лучшему вратарю лиги, приз Лассе Оксанена лучшему игроку регулярного сезона и приз Яри Курри лучшему игроку плей-офф.

### «Чикаго Блэкхокс»
В мае 2013 года клуб «ХИФК» (Хельсинки) объявил о заключении двухлетнего контракта с Раантой. Однако уже в июне Раанта подписал годичный контракт новичка с клубом НХЛ «Чикаго Блэкхокс». 17 ноября 2013 года его вызвали из клуба АХЛ «Рокфорд Айсхогс» в «Блэкхокс», когда второй вратарь команды Николай Хабибулин получил травму в игре с «Нэшвилл Предаторз». 19 ноября 2013 года Раанта сыграл свою первую игру в НХЛ, выйдя на поле на замену Кори Кроуфорда в матче против «Колорадо Эвеланш», отразив 14 бросков из 16. 30 декабря Раанта отыграл свой первый сухой матч в НХЛ против «Лос-Анджелес Кингз», отразив все 26 бросков.
Он начал сезон с балансом побед и поражений 10-1-3. Благодаря хорошим показателям в конце 2013 года Раанту (вместе с Мартином Джонсом) назвали лучшим новичком месяца в НХЛ. В декабре 2013 года Раанта сыграл 12 матчей с процентом отражённых бросков 91,2 и коэффициентом надёжности 2,23, включая один шатаут.
В июне 2014 года «Блэкхокс» объявил о продлении контракта с Раантой сроком на два года. В ходе плей-офф весной 2015 года Раанта ни разу не был включён в состав «Блэкхокс», наблюдая за всеми матчами с трибуны. По решению клуба его имя не было выгравировано на Кубке Стэнли, что наделало немало шума. Чтобы нанести имя Раанты на трофей, команда должна была подать специальную заявку, так как по формальным критериям (не менее 41 сыгранного матча в регулярном чемпионате или хотя бы одно появление в финале Кубка Стэнли, в том числе как запасного вратаря) он не заслуживал нанесения имени на трофей. В том сезоне Раанта включался в состав команды в 53 матчах, главным образом как запасной вратарь, выйдя на лёд лишь в 14 матчах. Однако он всё-таки получил перстень обладателя Кубка Стэнли и право привезти Кубок Стэнли в Финляндию на один день.

### «Нью-Йорк Рейнджерс»
27 июня 2015 года «Чикаго Блэкхокс» отдал Раанту в «Нью-Йорк Рейнджерс» в обмен на нападающего Шона Хэггерти.
Так как бесспорным основным вратарём «Нью-Йорк Рейнджерс» был Хенрик Лундквист, Раанте пришлось конкурировать за место второго вратаря с Магнусом Хелльбергом, которого, в конце концов, отправили в АХЛ. В своём первом матче за «Рейнджерс» против «Сан-Хосе» 19 октября 2015 года Раанта сыграл на ноль, став четвёртым вратарём команды, который сыграл свой дебютный матч на ноль (последний раз до него этого добился Марсель Пай в 1957 году). Он также стал первым вратарём «Рейнджерс», который одержал победы в четырёх первых матчах подряд. 17 декабря 2015 года в игре против «Миннесоты Уайлд» Раанта вышел в основном составе, однако после того, как шайба попала ему в голову, покинул лед, а на следующий день был внесён в список травмированных. Первоначально предполагалось, что он будет отсутствовать в течение 2-3 недель, однако он восстановился быстрее и вернулся в состав 28 декабря. В его отсутствие «Рейнджерс» вернули в состав Хелльберга в качестве второго вратаря. Из своих восьми последних матчей сезона Раанта выиграл семь при одном поражении с коэффициентом надёжности 1,75 и процентом отражённых бросков 94,1. В общей сложности в сезоне 2015/16 Раанта установил личный рекорд по количеству сыгранных матчей и занял в НХЛ восьмое место по коэффициенту надёжности. Антти дебютировал в плей-офф 13 апреля 2016 года в первой игре первого раунда против «Питтсбург Пингвинз», сыграв в общей сложности в трёх матчах. Среди голкиперов, которые на протяжении последних двух сезонов выходили на лёд не менее чем в 15 матчах, Раанта занимал второе место по коэффициенту надёжности (2,10) и четвёртое по проценту отражённых бросков (92,6).
2 мая 2016 года Раанта подписал с «Нью-Йорк Рейнджерс» новый двухлетний контракт, по которому он будет получать $ 1 млн в год. В сезоне 2016/17 финский вратарь начинал стартовым голкипером в 26 матчах, и все его статистические показатели были лучше, чем у Лундквиста, начинавшего 55 игр. Но все же в плей-офф именно Хенрик был основным голкипером.
Из-за возможности потерять голкипера бесплатно на драфте расширения 23 июня 2016 года «Рейнджерс» обменял Раанту вместе с Дереком Степаном в «Аризону Койотис» на Энтони Деанжело и 7 выбор на драфте 2017 (Лиас Андерссон).

### «Аризона Койотис»
После обмена генеральный менеджер «Аризоны» Джон Чайка заявил, что финский вратарь будет первым номером команды. Из-за нескольких травм Раанта провел всего 47 матчей, но показал отличную игру, и поэтому 6 апреля 2018 года «Койотис» продлили контракт с вратарем на 3 года на сумму $ 12,75 млн.

## Карьера в сборной команде Финляндии
Главный тренер сборной Финляндии Юкка Ялонен пригласил Раанту в состав команды для участия в чемпионате мира 2013 года. Он впервые в своей карьере защищал ворота в качестве вратаря сборной Финляндии в составе национальной сборной на столь высоком уровне в игре против сборной Словакии. Финляндия выиграла матч со счётом 2:0 благодаря голам Юхаматти Аалтонена и Петри Контиолы, а отразивший 36 бросков Раанта был назван лучшим игроком матча.

## Семья
В 1963 году дед Раанты, Пекка Ольстен был чемпионом Финляндии по хоккею в составе клуба «Лукко» (Раума). Его старший брат Микко также стал вратарём.